# 塞利多韋
塞利多韋（烏克蘭語：Селидове，羅馬化：Selydove，發音：[seˈɫɪdowe]），又按俄语名译为謝利多沃，是乌克兰東部顿涅茨克州波克羅夫斯克區塞利多韦市镇内的城市及该市镇的行政中心。該市位於索洛納河畔，始建於1770年，面積10.8平方公里，海拔高度157米，2022年人口数量为21,521人，人口密度每平方公里1,993人。
俄罗斯入侵乌克兰期间，俄军于2024年10月底随着波克罗夫斯克攻势的推进占领了塞利多韦。

## 图集

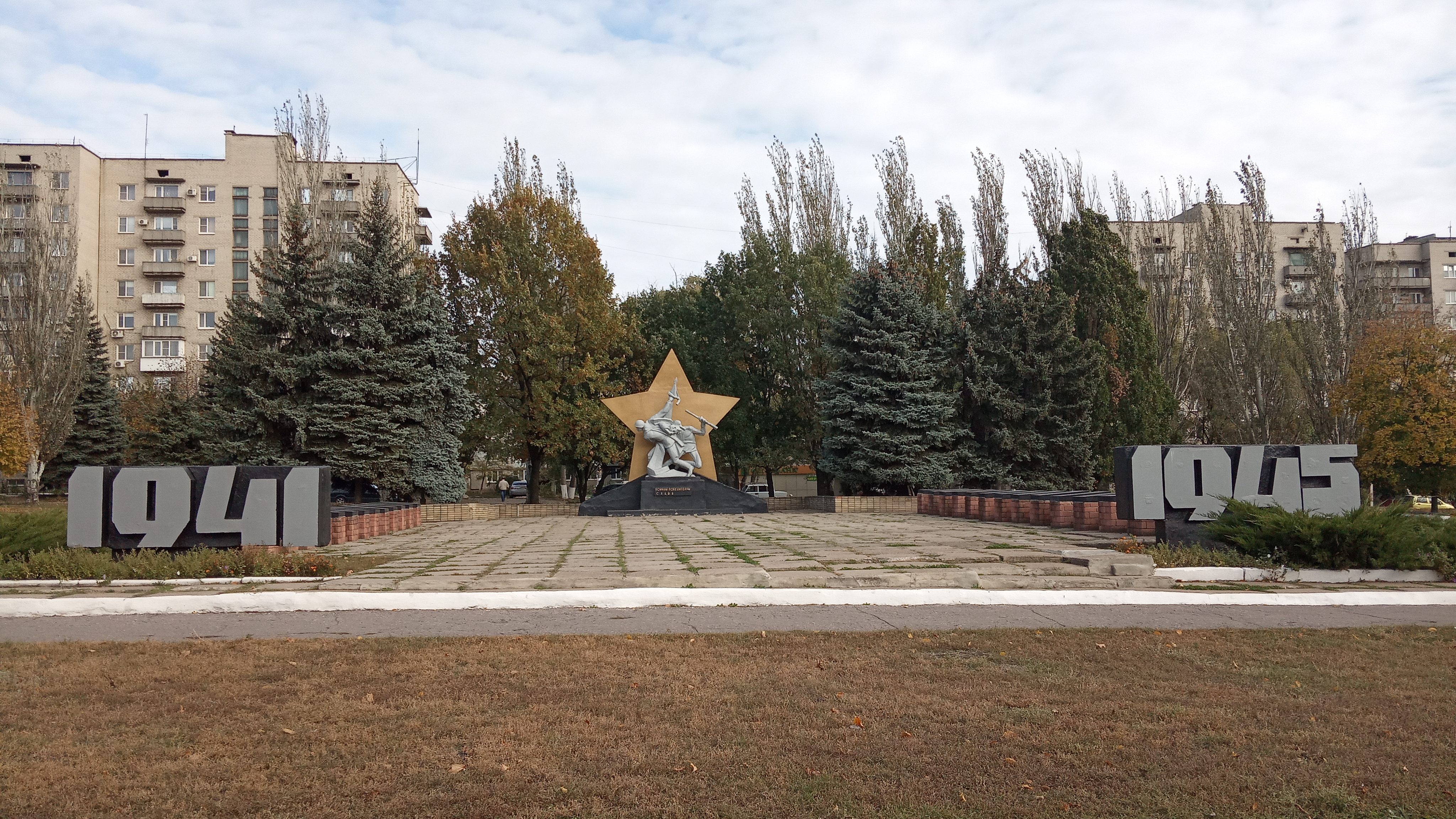
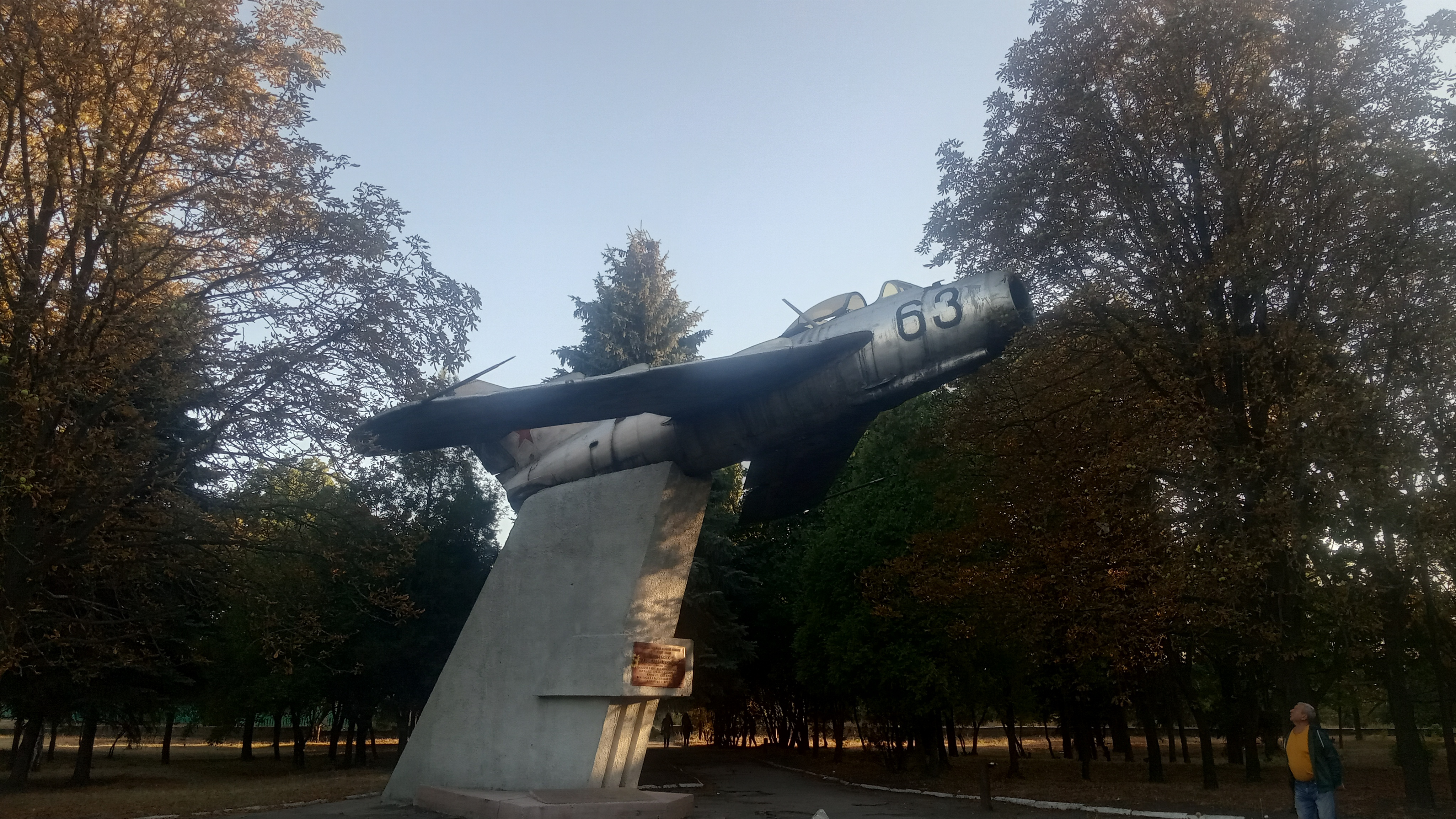
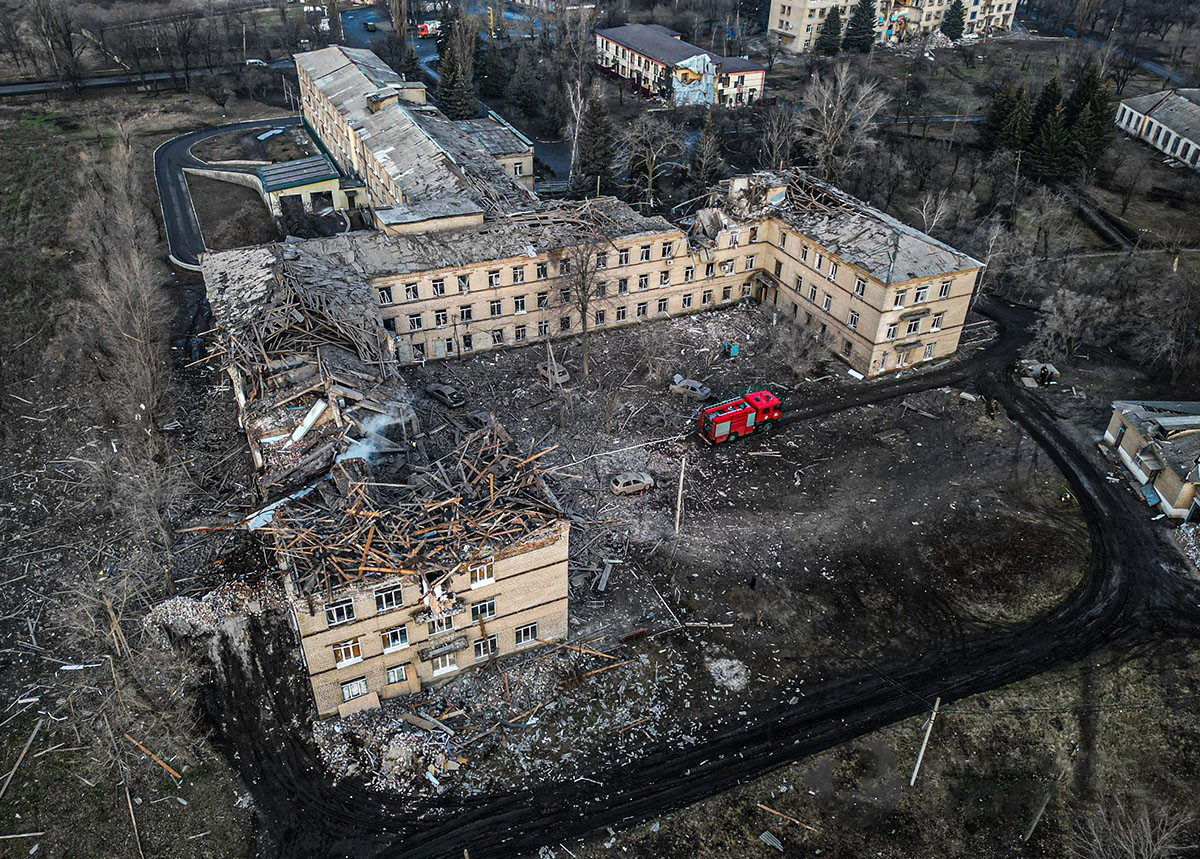
2024年2月14日被俄军导弹炸毁后的市中心医院

## 備注
1. ↑  俄语：，羅馬化：Selidovo